# Batalla de la badia de Vigo
La batalla naval de la badia de Vigo es va lluitar el 23 d'octubre durant la Guerra de Successió Espanyola entre els estols aliat de George Rooke i Philips van Almonde contra l'estol de Manuel de Velasco y Tejada protegit pels francesos de François Louis Rousselet.

## Antecedents
En setembre de 1701 es constitueix la Gran Aliança de la Haia formada per l'Arxiducat d'Àustria, el Regne d'Anglaterra, les Províncies Unides i Dinamarca, declarant la guerra al Regne de França i a la Monarquia Hispànica de Felip V d'Espanya el juny de 1702.
George Rooke havia estat enviat amb un gran estol anglo-holandès a capturar Cadis amb l'objectiu d'establir una base naval per a la flota angloholandesa prop del mediterrani, sent derrotat, però sabent que l'estol amb un tresor d'Amèrica, el major mai enviat, havia sortit de l'Havana i va fondejar a Vigo no podent arribar a Cadis, el seu destí, i determinat a aconseguir un rèdit de l'expedició, Rooke es va retirar a Lisboa enfilant cap a Galícia.

## Els preparatius
François Louis de Rousselet, el marquès de Châteaurenault havia fortificat el port amb un mur de fusta i cobert per l'artilleria situada en els forts de la ciutat i de l'illa de San Simón, a prop de Redondela i posicionant a la majoria dels seus homes per cobrir-la.

## Batalla
El 18 d'octubre foren enviats dos exploradors que van retornar el 20 amb la informació que la flota, formada per vint-i-dos galions espanyols i divuit navilis francesos que havien descarregat la plata i esperaven ordres a prop de Redondela, on havien preparat una murada de fusta.
El 23 d'octubre George Rooke va atacar Vigo enviant a Thomas Hopsonn a bord del vaixell insignia HMS Torbay a envestir el mur per capturar el port, mentre la infanteria de Philips van Almonde es dirigia a capturar els forts, aconseguint tots els objectius, i capturant o destruint tots els vaixells, però només capturant una petita part de la plata, car la resta ja havia estat descarregada.